# Torre (Viana do Castelo)
Torre é uma povoação portuguesa do Município de Viana do Castelo que foi sede da extinta Freguesia de Torre, freguesia que tinha 4,80 km² de área e 615 habitantes (2011)e, por isso, uma densidade populacional de 128,1 hab/km².
A Freguesia de Torre foi extinta (agregada) pela reorganização administrativa de 2012/2013, tendo o seu território sido integrado na então criada União de Freguesias de Torre e Vila Mou.
Sempre foi mais conhecida com o seu orago a ela cupulado, daí ser chamada localmente São Salvador da Torre. Era aqui famoso, na Idade Média, o Mosteiro de São Salvador da Torre sob a comenda dos Rochas ("de Meixedo"), da qual ainda restam importantes vestígios românicos junto à sua igreja. A sua extensa propriedade atingia várias freguesias ao seu redor, nomeadamente o couto de Lanheses.

## População
| População da freguesia de Torre | População da freguesia de Torre | População da freguesia de Torre | População da freguesia de Torre | População da freguesia de Torre | População da freguesia de Torre | População da freguesia de Torre | População da freguesia de Torre | População da freguesia de Torre | População da freguesia de Torre | População da freguesia de Torre | População da freguesia de Torre | População da freguesia de Torre | População da freguesia de Torre | População da freguesia de Torre |
| ------------------------------- | ------------------------------- | ------------------------------- | ------------------------------- | ------------------------------- | ------------------------------- | ------------------------------- | ------------------------------- | ------------------------------- | ------------------------------- | ------------------------------- | ------------------------------- | ------------------------------- | ------------------------------- | ------------------------------- |
| 1864                            | 1878                            | 1890                            | 1900                            | 1911                            | 1920                            | 1930                            | 1940                            | 1950                            | 1960                            | 1970                            | 1981                            | 1991                            | 2001                            | 2011                            |
| 378                             | 428                             | 490                             | 470                             | 481                             | 507                             | 446                             | 524                             | 623                             | 582                             | 599                             | 639                             | 607                             | 660                             | 615                             |

| Distribuição da População por Grupos Etários | Distribuição da População por Grupos Etários | Distribuição da População por Grupos Etários | Distribuição da População por Grupos Etários | Distribuição da População por Grupos Etários | Distribuição da População por Grupos Etários | Distribuição da População por Grupos Etários | Distribuição da População por Grupos Etários | Distribuição da População por Grupos Etários | Distribuição da População por Grupos Etários |
| -------------------------------------------- | -------------------------------------------- | -------------------------------------------- | -------------------------------------------- | -------------------------------------------- | -------------------------------------------- | -------------------------------------------- | -------------------------------------------- | -------------------------------------------- | -------------------------------------------- |
| Ano                                          | 0-14 Anos                                    | 15-24 Anos                                   | 25-64 Anos                                   | > 65 Anos                                    |                                              | 0-14 Anos                                    | 15-24 Anos                                   | 25-64 Anos                                   | > 65 Anos                                    |
| 2001                                         | 118                                          | 98                                           | 328                                          | 116                                          |                                              | 17,9%                                        | 14,8%                                        | 49,7%                                        | 17,6%                                        |
| 2011                                         | 93                                           | 79                                           | 325                                          | 118                                          |                                              | 15,1%                                        | 12,8%                                        | 52,8%                                        | 19,2%                                        |